# Pseudobombax petropolitanum
Pseudobombax petropolitanum är en malvaväxtart som beskrevs av André Georges Marie Walter Albert Robyns. Pseudobombax petropolitanum ingår i släktet Pseudobombax och familjen malvaväxter. Inga underarter finns listade i Catalogue of Life.